# Södermanlands runinskrifter 85
Södermanlands runinskrifter 85 är ett fragment av en runsten vid Västerby i Tumbo socken i Södermanland. Stenen låg fram till 1835 vid en rännil nordväst om Västerby, men slogs då sönder och flera delar användes i eldstäder i Munkhammar och Mälhammar. Återstående sju delar togs 1855 till Västerby, men 1897 kunde bara fyra återfinnas. Dessa ihopfogades. Stenen är ristad av samma mästare som Sö 362, Sö 363 och Sö 84 vilka finns vid Tumbo kyrka. Materialet är granit Stenen är en Greklandssten.

## Inskriften
Translitterering av runraden:
: ansuar : auk : ern... ... [: faþur sin : han : enta]þis : ut i : krikum (r)uþr : ---...unk------an-----
Normalisering till runsvenska:
Andsvarr ok Ærn... ... faður sinn. Hann ændaðis ut i Grikkium ... ...
Översättning till nusvenska:
Ansvar och Arn— (reste denna sten efter N.) sin fader. Han avled ute i Grekland.